# Морисвил (Мисури)
Морисвил (енгл. Morrisville) град је у америчкој савезној држави Мисури.

## Демографија
По попису из 2010. године број становника је 388, што је 44 (12,8%) становника више него 2000. године.
| Група             | 2000.       | 2010.       |
| Белци             | 333 (96,8%) | 363 (93,6%) |
| Афроамериканци    | 0 (0,0%)    | 4 (1,0%)    |
| Азијати           | 0 (0,0%)    | 0 (0,0%)    |
| Хиспаноамериканци | 7 (2,0%)    | 7 (1,8%)    |
| Укупно            | 344         | 388         |